# Complete Discography
| Đánh giá chuyên môn | Đánh giá chuyên môn |
| Nguồn đánh giá      | Nguồn đánh giá      |
| Nguồn               | Đánh giá            |
| ------------------- | ------------------- |
| Allmusic            | [ 1 ]               |
| Rolling Stone       | [ 2 ]               |

Complete Discography là một album tổng hợp của ban nhạc hardcore punk Mỹ Minor Threat, phát hành năm 1989 qua hãng đĩa Dischord Records của chính ban nhạc. Như tiêu đề cho thấy, album này gồm toàn bộ nhạc phẩm của ban nhạc, gồm ba EP, album Out of Step và hai track từ Flex Your Head. Vài track chưa được phát hành vào thời điểm đó không có mặt album này, nhưng hiện diện trong những ấn bản sau đó. Những track này gồm "Understand" và "Asshole Dub" từ 20 Years of Dischord
Bìa đĩa này giống với bìa EP Minor Threat, với cùng một tấm ảnh của Alec MacKaye, em trai Ian MacKaye. Những ấn bản của album này có màu khác nhau, gồm màu đỏ và lục, cũng như lam và vàng trên bản remaster 2003.

## Danh sách track
1. "Filler" – 1:32
2. "I Don't Wanna Hear It" – 1:13
3. "Seeing Red" – 1:02
4. "Straight Edge" – 0:45
5. "Small Man, Big Mouth" – 0:55
6. "Screaming at a Wall" – 1:31
7. "Bottled Violence" – 0:53
8. "Minor Threat" – 1:27
9. "Stand Up" – 0:53
10. "12XU (làm lại của Wire)" – 1:03
11. "In My Eyes" – 2:49
12. "Out of Step" – 1:16
13. "Guilty of Being White" – 1:18
14. "Steppin' Stone (làm lại của Paul Revere and the Raiders)" – 2:12
15. "Betray" – 3:02
16. "It Follows" – 1:50
17. "Think Again" – 2:18
18. "Look Back and Laugh" – 3:16
19. "Sob Story" – 1:50
20. "No Reason" – 1:57
21. "Little Friend" – 2:18
22. "Out of Step" – 1:20
23. "Cashing In" – 3:44
24. "Stumped" – 1:55
25. "Good Guys (làm lại của The Standells)" – 2:14
26. "Salad Days" – 2:46

## Thành phần tham gia
- Ian MacKaye – hát
- Lyle Preslar – guitar
- Brian Baker – guitar bass trong track 1–14 và 24–26, guitar trong track 15–23
- Steve Hansgen – guitar bass trong track 15–23
- Jeff Nelson – trống
- Cynthia Connolly – Vẽ
- Glen E. Friedman – Nhiếp ảnh
- Skip Groff – Phối khí
- Susie Josephson – Nhiếp ảnh
- Minor Threat – Sản xuất, phối khí
- Tomas Squip – Nhiếp ảnh
- Don Zientara – Kỹ thuật